# Brian Sedgemore
Brian Charles John Sedgemore, född 17 mars 1937 i Exmouth, Devon, död 29 april 2015 i London, var en brittisk politiker. Han var parlamentsledamot för Labour Party från 1974 till 1979 och från 1983 till 2005. Han invaldes första gången för valkretsen Luton West och representerade från 1983 Hackney South and Shoreditch. Han kandiderade inte i valet 2005.  
Den 25 april 2005 tillkännagav Sedgemore att han lämnade Labour och gick över till Liberaldemokraterna. Han uppmanade också alla brittiska mitten- och vänster-väljare att rösta på Liberal Democrats för att ge Tony Blair "a bloody nose". Sedgemore hade röstat mot Blairs regering i flera viktiga frågor under sin sista mandatperiod och var bland annat starkt emot Irakkriget.